# Nils Hansson (konstnär)
Nils Edvin Hansson, född 1900 i Ystad, död 1996, var en svensk skulptör och tecknare.
Han var son till åkeriägaren Andreas Hansson och Elsa Nilsson och från 1932 gift med Karin Due. Hansson utbildade sig först inom trädgårdsyrket 1919-1920 och gav sig 1921 över till Amerika där han etablerade en egen rörelse som trädgårdsanläggare. Samtidigt som han drev sitt företag studerade han under olika perioder vid Cleveland School of Art i Ohio 1923-1928 samt skulptur vid Cranbrook Academy i Detroit 1936. Han medverkade med skulpturer ett flertal gånger vid utställningar på Cleveland Art Museum 1930-1937 samt i Cincinnati och New York. Efter återkomsten till Sverige 1937 var han under en period medhjälpare till Carl Milles men var huvudsakligen verksam som målare. Separat ställde han ut på Karlskoga konsthall 1943 och han medverkade i samlingsutställningar med Sveriges allmänna konstförening. Hans bildkonst består av stilleben, porträtt, landskapsmålningar från Skånes sydkust och Stockholmstrakten samt illustrationer som skulptör modellerade han olika figurer. Hansson är representerad vid Metropolitan Museum of Art i New York, Cleveland Museum of Art, Moderna museet i Stockholm, Ystads konstmuseum och Trelleborgs museum.